# Stephan Meier
Stephan Meier, né le 10 décembre 1981, est un footballeur suisse international de beach soccer.
Meier est aussi top model à Milan, Paris et Zurich et vit avec le mannequin suisse Anita Buri au début des années 2010.

## Biographie
Avant de se tourner vers le sable, Stephan Meier évolue dans les équipes juniors du FC Aarau et en équipe espoirs helvète.
En 2005, Stephan Meier est l'un des premiers joueurs étrangers à rejoindre le Milano BS. L'année suivante, il réalise le doublé Coupe-Championnat avec le club italien. Aved les lombars, Meier dispute aussi les deux premières éditions de la Coupe du monde des clubs avec un quart de finale en 2011 et une élimination en phase de poule en 2012.
En 2012, Meier est recruté par Al Ahly Dubaï pour la phase qualificative du Championnat des Émirats arabes unis. Au côté du portugais Madjer notamment, il remporte la compétition.
Stephan Meier dispute la Coupe d'Europe des clubs 2013 avec le CF Os Belenenses, champion du Portugal en titre.

## Statistiques
Stephan Meier participe aux Coupes du monde 2009 et 2011 avec la Suisse. Au total, il prend part à huit rencontres pour cinq victoires et deux buts inscrits.

## Palmarès

### Avec la Suisse
| Compétitions mondiales | Compétitions continentales |
| --- | --- |
| - Coupe du monde - Finaliste en 2009 - Coupe intercontinentale - 3e en 2011 - Copa das Nações - Finaliste en janvier 2013 - 3e en décembre 2013 | - Euro Beach Soccer League (1) - Vainqueur en 2012 - Finaliste en 2011 - 3e en 2013 - Euro Beach Soccer Cup (1) - Vainqueur en 2005 - Finaliste en 2008 et 2009 |

### En club
Milano BS
- Champion d'Italie en 2006
- Vainqueur de la Coupe d'Italie en 2006

Al Ahly Dubaï
- Champion des Émirats arabes unis en 2012